# 石黒清
石黒 清（いしぐろ きよし、生年不明 - 生没不明）は、昭和時代の労働運動家。

## 経歴
三井鉱山砂川鉱業所（砂川炭鉱）の労働組合、砂川炭鉱労働組合（砂労）の出身者。高野実の側近の1人。1949年砂労書記長、1950年同副組合長。1951年9月労働者同志会の結成に参加（当時炭労事務局次長）。1953年に労働者同志会が高野派と反高野派に分裂すると、全港湾の兼田富太郎、日教組の平垣美代司らとともに労働者同志会を離れた。のち総評の組織部長、政治部長、調査部長などを歴任。1954年6月世界平和評議会主催の平和大集会（ストックホルム）に日本代表の一員として参加。同年の日鋼室蘭争議を高野実総評事務局長とともに指導。1956年5月の炭労大会で中執選挙に立候補したが、太田派とみられる候補に敗れ落選した。1968年時点では町議会議員を務めていた。